# 雷德芬
雷德芬是德国梅克伦堡-前波美拉尼亚州的一个市镇。总面积17.73平方公里，总人口552人，其中男性288人，女性264人（2011年12月31日），人口密度31人/平方公里。